# Enkō

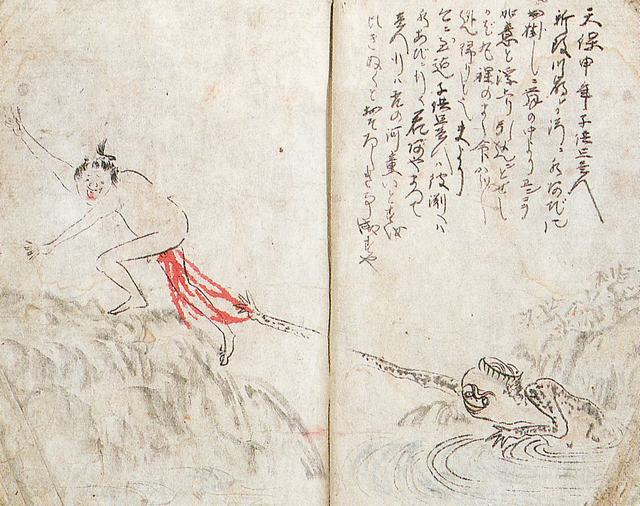
Illustrazione tratta da un emaki del 1836, Ehon shukusa, che raffigura un enkō che strappa il fegato di un bambino vicino al fiume Shinkai.

Enkō (猿猴?) è una creatura leggendaria il cui mito si tramanda da tempi antichi nelle prefetture di Hiroshima, Chūgoku e Shikoku, dove si ritiene che sia una varietà ancestrale del kappa. Il nome enkō è composto dalla lettura sino-giapponese (on'yomi) dei caratteri en (猿?) che sta per una scimmia abile e senza coda, e kō (猴?) che sta per le scimmie selvatiche con la coda e vari cercopitechi come i macachi. In origine enkō era quindi un termine generico per indicare varie scimmie.

## Leggende

### Provincia di Tosa
Secondo il Tosa Kinsen Yōkai Shiryo (土佐近世妖怪資料?, Collezione Tosa di Yōkai moderni), l'enkō assomiglia a un piccolo bambino di tre anni, con arti lunghi e artigliati e pelle viscida come quella di un pesce gatto.
Secondo una leggenda, nel 1863 un enkō fu catturato vivo nella provincia di Tosa, oggi prefettura di Kōchi. Aveva la faccia rossa, piedi simili a quelli umani e braccia che potevano allungarsi a piacimento. La leggende narra che un uomo che aveva legato il suo cavallo vicino a un fiume vide un enkō che tirava le gambe dell'animale per divertimento. Come punizione, cercò di torcere il braccio dell'enko, ma per quanto lo torcesse, il braccio sembrava allungarsi all'infinito. L'uomo trascorse tutta la notte cercando di torcerlo senza successo.
Secondo il folclorista Kazuo Katsurai, l'enkō di Tosa a volte assume la forma di una bambola Ichimatsu e appare nei luoghi di pesca notturna, sorridendo quando viene toccato.
Alcune leggende raccontano che gli enkō violentavano le donne. I bambini nati da queste unioni hanno una piastra sulla testa, caratteristica dei kappa, così come un singolo dente dalla nascita. Secondo la tradizione, questi bambini mostruosi venivano poi bruciati vivi.

### Altre regioni
Un altro yōkai simile al kappa esiste nella regione dello Shikoku, lo Shibaten. Le leggende narrano che nel giorno del Gion Matsuri, celebrato il sesto giorno del sesto mese del calendario lunare, gli shibaten si immergono nel fiume e si trasformano in enkō. In questo giorno, è consuetudine offrire loro dei cetrioli, il loro cibo preferito, gettandoli nell'acqua.
A Ōshima, nella città di Hagi, nella prefettura di Yamaguchi e nel distretto di Abu, c'è uno yōkai simile a un kappa chiamato Takiwarō, il quale dopo aver vissuto tre anni in montagna e tre anni nel fiume, si trasforma anch'egli in un enkō.
Nel quartiere Minami a Hiroshima c'è un fiume chiamato Enkōgawa (猿猴川?), che prende il nome dall'enko. Un festival annuale, l'Enkōgawa Kappa Matsuri (猿猴川河童まつり?), si tiene in omaggio a questa leggenda.